# Jaroslav Holman
Jaroslav Holman (ur. 25 czerwca 1931 w Žamberku) – czeski entomolog, specjalizujący się w afidologii.
W latach 1949–1951 studiował na Wydziale Nauk Przyrodniczych Uniwersytetu Karola w Pradze. Studia kontynuował w latach 1951–1956 na Uniwersytecie Moskiewskim. W 1959 roku został badaczem w Instytucie Entomologii Czechosłowackiej Akademia Nauk, najpierw w Pradze, a od 1984 roku w Czeskich Budziejowicach. Pracował m.in. w Laboratorium Afidologii tegoż instytutu.
Holman jest autorem ponad 80 publikacji naukowych. Koncentrują się one na taksonomii, ekologii i biologii rozwoju mszyc. Opisał ponad 100 nowych dla nauki gatunków. W 1974 roku opublikował monografię mszyc Kuby (Los áfidos de Cuba). Należał m.in. do Polskiej Sekcji Afidologicznej. Wspólnie z Henrykiem Szelęgiewiczem i Georgijem Szaposznikowem zaproponował zwołanie Międzynarodowego Sympozjum Afidologicznego w Polsce, którego skutkiem było powstanie Międzynarodowego Stowarzyszenia Afidologów.